# رنه کیترال
رنه کیترال (اسپانیایی: René Quitral‎; ۱۵ سپتامبر ۱۹۲۴ – ۲۶ نوامبر ۱۹۸۲) بازیکن فوتبال اهل شیلی بود.

## باشگاهی
از باشگاه‌هایی که در آن بازی کرده‌است می‌توان به باشگاه فوتبال سانتیاگو واندررس اشاره کرد.

## تیم ملی
وی همچنین در تیم ملی فوتبال شیلی بازی کرده‌است.